# Лепрекон 6: Додому
«Лепрекон 6: Додому» (англ. Back 2 Tha Hood — Назад на район) — американський комедійний фільм жахів 2003 року режисера Роба Спера, продовження фільму «Лепрекон 5: Сусід» і шостий фільм з серії про злісного Лепрекона. Прем'єра відбулася 30 грудня 2003 року.

## Сюжет
Давним-давно король скликав лепреконів для того, щоб ті охороняли його золото. Після смерті короля всі лепрекони розбрелися по рідних місцях, крім одного, що залишився в світі людей — через століття той став одержимий жагою помсти будь-кому, хто наважиться вкрасти королівське золото…
Афроамериканський квартал… Банда молодих темношкірих без гроша в кишені промишляють дрібними крадіжками. Випадок зводить їх з невеликою скринькою золота. Скринька виявилася досить дивною — золото не зникало, незважаючи на витрати банди. Почалося веселе безтурботне життя… Поки не знайшовся Господар… Золото він повертає… Але в банді була одна відьмочка.

## В ролях
| Актор              | Роль           |
| ------------------ | -------------- |
| Ворвік Девіс       | Гном Лепрекон  |
| Тангі Міллер       | Емілі Емілі    |
| Лаз Алонсо         | Рорі Джексон   |
| Пейдж Кеннеді      | Джеймі Джеймі  |
| Шеррі Джексон      | Ліза Дункан    |
| Донзали Абернаті   | Есмеральда     |
| Шейк Махмуд-Бей    | Вотсон         |
| Стіки Фингаз       | Седрік         |
| Кіша Шарп          | Шанель         |
| Соня Едді          | Іоланда        |
| Б'ю Біллінгслі     | Офіцер Томспон |
| Кріс Мюррей        | Офіцер Вітакер |
| Вікілін Рейнольдс  | Дора           |
| Віллі Сі Карпентер | Батько Джейкоб |

## Факти
- Спочатку дія фільму мала відбуватися на тропічному узбережжі, але, оскільки зйомки повинні були почати в розпал Весняного відриву від підходящої натури довелося відмовитися, як і від сюжетної ідеї — в результаті героїв повернули до міста[1].

## Відгуки
Фільм зайняв третє місце в списку 25 найгірших сіквелів, на думку журналу Entertainment Weekly.